# The Elder Scrolls III: Morrowind
Pour la province fictive éponyme, voir Morrowind (province).
The Elder Scrolls III: Morrowind (souvent abrégé en Morrowind, prononcé /ˈmɒɹ.əʊ.ˌwɪnd/) est un jeu vidéo de rôle, développé par Bethesda Softworks et édité par Ubi Soft Entertainment, sorti en mai 2002 sur PC puis en novembre 2002 sur Xbox. C'est le troisième principal volet de la série de jeux The Elder Scrolls après Arena et Daggerfall.
Le joueur dirige un personnage dans la contrée de Morrowind, et plus précisément sur l'île volcanique de Vvardenfell. Son personnage évolue grâce aux centaines de quêtes que lui proposent les personnages. La quête principale peut être abandonnée ou reprise à n'importe quel moment ; elle est davantage un fil conducteur narratif qu'un « but du jeu ». L'univers est assez dense pour permettre au joueur — comme dans les opus précédents — de se promener longuement sur l'île.

## Univers

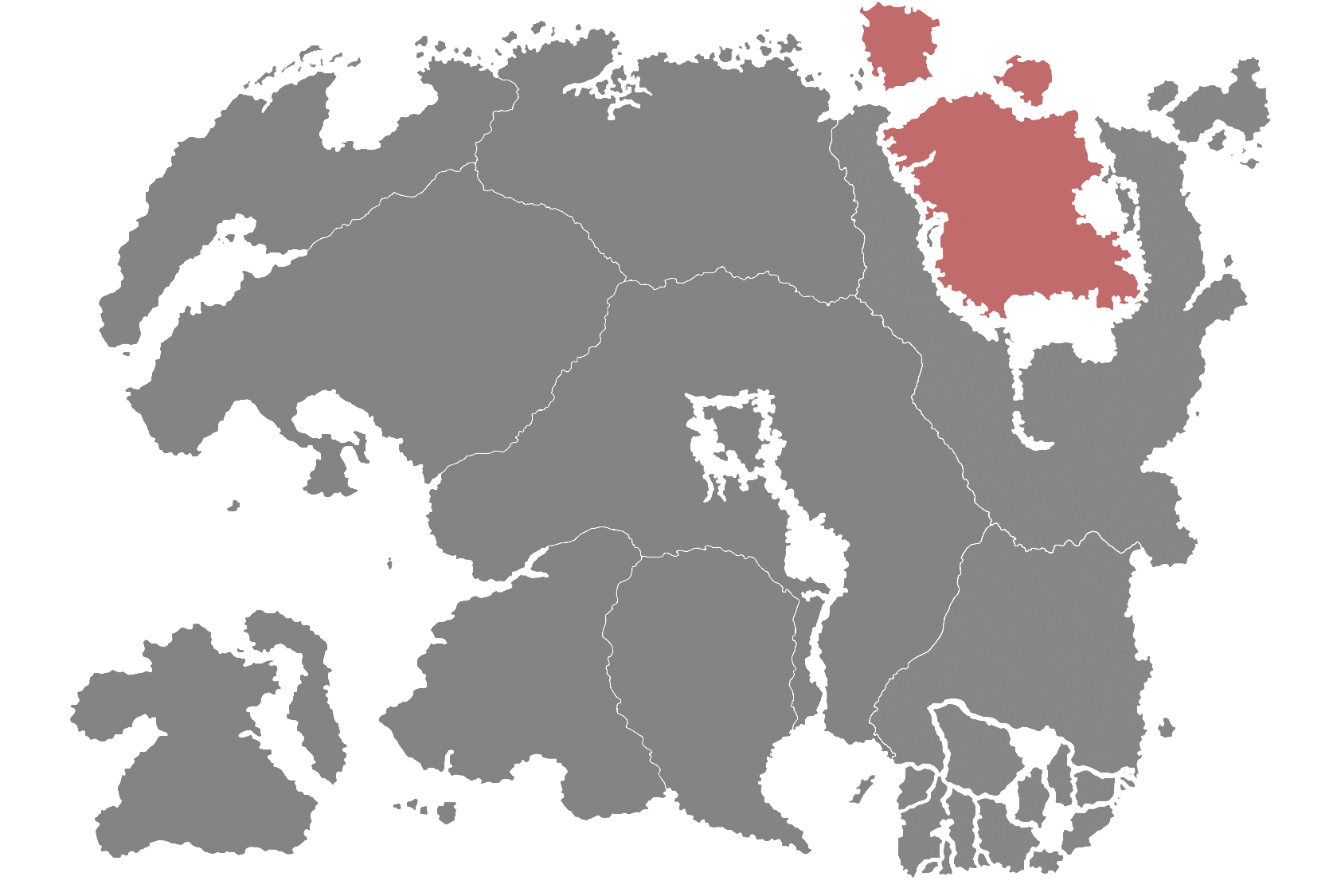
Emplacement de Vvardenfell et Solstheim dans Tamriel

Le jeu se déroule sur Vvardenfell, île volcanique de 24 km2 appartenant au royaume de Morrowind. Le roi étant faible, chaque région est contrôlée par sa baronnie locale : maison Hlaalu pour le sud-ouest contrôlé par la ville de Balmora, maison Rédoran pour le nord-ouest avec Ald'rhun, maison Telvani pour le nord-est avec Sadrith Mora, elle-même divisée en fiefs. Le sud-est est désert et ne semble contrôlé par personne.
Ces maisons divisées font face à un ennemi beaucoup plus puissant qu'elles, la maison Dagoth, dont le siège est au cœur du volcan du Mont Écarlate. Une barrière, le Rempart intangible, a été érigée pour empêcher les monstres de Dagoth de tout envahir.
Morrowind est un territoire peuplé de créatures fantastiques, des étranges chiens de Nix aux fourmis géantes que sont les kwamas, en passant par les robots conçus par les Dwemer disparus et les fantômes des ancêtres. L'ambiance est beaucoup plus exotique que dans Oblivion, on y trouve des tribus du désert, des architectures folles et biscornues, des références à l'Extrême-Orient et des maisons creusées dans des champignons géants.
L'un des atouts majeurs de Morrowind réside dans son univers riche et varié. Il est peuplé par une multitude de personnages et d'objets de la vie quotidienne (ustensiles de cuisine, outils, vêtements, etc.), ce qui donne au jeu de grandes capacités d'interactivité. On trouve également de multiples armes blanches et des pièces d'armures de toutes sortes. L'univers en lui-même, son histoire, les diverses tensions sociales, etc., sont considérés par les fans comme rendant le jeu très cohérent et réaliste. Ce même point peut assujettir le jeu à une aversion de la part d'autres joueurs car ce gameplay demande une attention particulière aux nombreux textes contenus affichés (dans des livres ou des dialogues) qui se détachent nécessairement de l'aspect dynamique (lui aussi parfois considéré comme lacunaire) du jeu.

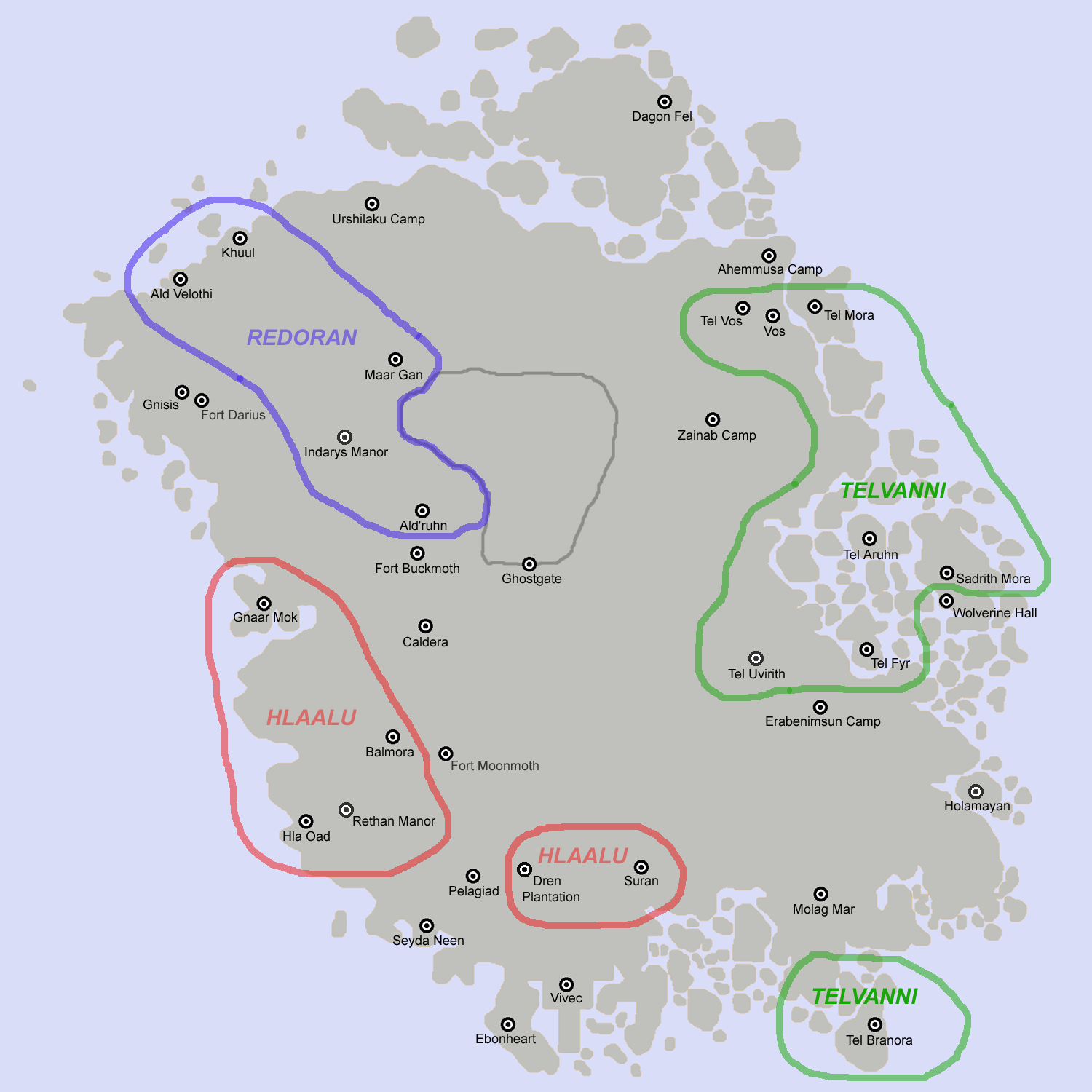
Emplacement des maisons de Morrowind

L'écoulement du temps dans le jeu se fait sans interruption, la nuit venant après le jour. Le décompte du temps se fait selon un calendrier précis. Le climat est sujet à quelques variations (tempête de cendres, pluie, neige, etc.) qui dépendent parfois de la région où l'on se trouve. Morrowind étant une région plutôt nordique par rapport aux autres pays du continent, la végétation y est assez pauvre, élément rendant le jeu particulièrement triste, voire ouvertement mélancolique.
En effet, le jeu est également partiellement axé sur la contemplation. L'ambiguïté morale de nombreuses quêtes, qui, sans verser directement dans l'immoralité, amène parfois à s'interroger sur le bien-fondé des actions qui sont demandées, participe à une indétermination générale quant à l'aboutissement des actes du joueur. Par exemple, l'ennemi désigné, Dagoth Ur, n'est au fond peut-être pas plus mauvais que le dieu Vivec, chef du peuple colonisé, que l'Empereur, chef du pays colonisateur, ou que la déesse Azura de qui le joueur est fatalement le bras armé. À cet aspect s'ajoutent une structure socio-économiques qui comprend racisme, pauvreté et corruption. La poésie pratiquée à travers les noms de lieux ou dans les livres est souvent énigmatique et mélancolique, rendant l'esthétique du jeu triste, doloriste, terne et mystérieuse ; ainsi de Longsanglot (Mournhold en anglais), Côte de la mélancolie, Terres-Cendres ou encore Morrowind (littéralement « le vent du lendemain »).
Alors que Arena se déroulait sur l'ensemble du monde de Tamriel et que Daggerfall ne prenait déjà plus place que dans deux ou trois provinces de ce monde, Morrowind ne se déroule pas même dans une province entière. Le jeu se déroule dans la province de Morrowind, patrie des elfes noirs, et plus particulièrement l'île volcanique de Vvardenfell. Le jeu démarre à Seyda Nihyn, au sud de l'île, dans une région marécageuse et pluvieuse. Ce type de climat domine sur pratiquement tout le pourtour de l'île, le nord étant aussi composé d'archipels de minuscules rochers. Le centre de l'île est très montagneux et abrite un volcan, le mont Écarlate. La partie sud-ouest de l'île est carbonisée par la lave et balayée de tempêtes de cendres. L'est est composé surtout de plaines. Si Vvardenfell est principalement habitée par les Elfes noirs, toutes les espèces de Tamriel sont représentées en raison de la colonisation impériale.
Terre d'origine des Dunmers, les elfes noirs, Morrowind est un territoire peuplé pour moitié de Dunmers de souche et pour moitié d'étrangers. Le racisme y est très fort. Le joueur, un immigré, le ressentira au début du jeu, surtout s'il est un Khajiit ou un Argonien, mais ses actions peuvent petit à petit augmenter sa popularité.

## Scénario
Le joueur commence en débarquant d'un bateau, libéré de prison sur ordre de l'empereur de Tamriel. Petit à petit, il comprend avec Caius Cosadès, à force de faire des rapports, que l'Empereur a vu en lui le héros, le messie attendu par les Cendrais, une tribu de Morrowind, pour unir toutes les maisons contre un ennemi commun, la maison Dagoth, et ainsi sauver Morrowind de la menace terrible qui pèse sur elle.
Dagoth Ur, le chef de la maison Dagoth, tient son pouvoir et sa longévité du Cœur de Lorkhan, le cœur d'un dieu découvert par les Nains dans une mine. Ce pouvoir l'a rendu plus fort mais l'a aussi corrompu et rendu fou. Il est impossible de battre Dagoth Ur directement, il faut détruire le cœur pour le faire disparaître. Tantôt qualifié de dieu, tantôt qualifié de demi-dieu, Dagoth Ur n'a jamais pu être vaincu par les Tribuns, trois personnages au nom de Vivec, Almalexia et Sotha Sil, qui n'ont puisé qu'une petite partie du pouvoir du cœur.
Le messie attendu, le Nérévarine, est la réincarnation d'un héros ancien, Nérévar. Le joueur comprend au fil du jeu qu'il n'est autre que le Nérévarine. Son acquisition de l'anneau Astre-Lune, tuant tous ceux qui le portent sauf l'élu, tait beaucoup de doutes, et son but est d'unir toutes les tribus Cendrais et toutes les maisons contre la Maison Dagoth. Une fois les accords (souvent des signatures) obtenus, le Nérévarine parlemente avec le demi-dieu Vivec et part à l'assaut du Mont Écarlate avec le gant Garde Spectrale pour tuer Dagoth Ur une bonne fois pour toutes. Le combat final se déroule dans une grotte avec le corps du dieu Akulakhan dont on doit détruire le cœur en évitant les attaques de Dagoth Ur.

## Système de jeu
L'originalité de Morrowind réside en la liberté d'action dont dispose le joueur. Il peut aussi bien effectuer des quêtes qu'explorer le territoire. Le tout se passe dans un monde d'heroic fantasy (ou médiéval-merveilleux) mêlé à quelques avancées technologiques de type steampunk. Le joueur dispose d'une carte qui révèle plusieurs lieux après les avoir découverts ou s'ils sont mentionnés durant une discussion. Il a également à sa disposition un lexique des noms propres et des noms communs. 
La création du personnage se fait selon cinq caractéristiques principales, cinq caractéristiques secondaires et 17 compétences diverses. Ces compétences représentent les capacités dans un domaine précis (ex. : la « sécurité », qui reflète les capacités du personnage à crocheter des serrures). La maîtrise de ces compétences est acquise presque exclusivement par la pratique, ce qui ajoute au réalisme du jeu.

## Développement
Les évènements du jeu devaient originellement se dérouler dans l'archipel du Couchant.

### Bande-son
Toute la musique de Morrowind a été composée par Jeremy Soule. La bande originale comprend 21 morceaux.
Peu de voix sont enregistrées, beaucoup de dialogues étant simplement écrits et non parlés. Chaque personnage a une voix propre suivant sa race et son sexe. Par exemple, les nordiques féminins sont interprétées par Lynda Carter.

## Sortie en France
La commercialisation de Morrowind sur le territoire français est passée par deux phases : une version semi-localisée (manuel et boite en français, mais jeu en anglais), compatible avec les mods de la version anglaise, a d'abord été mise en vente. La version française intégrale (compatible avec les mods réalisés avec cette version uniquement) a suivi quelques semaines plus tard.
La version française intégrale étant majoritaire[réf. nécessaire], de nombreux sites de mods pour Morrowind comme Wiwiland travaillent à modifier les mods anglophones pour les rendre compatibles avec la version française. Ce processus a été appelé par ses utilisateurs « la camembérisation ».

## Xbox
Le jeu est sorti en novembre 2002 sur Xbox, directement en version française intégrale en France, édité par Ubisoft. Contrairement à la version PC, le jeu connaît quelques baisses constantes d'images par seconde, des chargements assez longs selon l'avancement de la partie (une durée moyenne de 2 minutes 15), et un clipping et une distance d'affichage réduits.
Cependant, peu de différences dans la forme subsistent, seuls quelques bugs et erreurs de traduction ont été corrigés.
Le jeu est ressorti en édition game of the year (GOTY) en février 2004, avec l'ajout des extensions Tribunal et Bloodmoon. La première version GOTY du jeu est connue pour être impossible à terminer, en raison de trois bugs principaux :
- la quête principale est coupée au Temple de la Sagesse à Vivec : le jeu se bloque au moment de franchir la porte du temple, qui n'est pas répertoriée dans le jeu, menant à un « trou » du jeu, à un plantage général ou à une corruption totale des sauvegardes ;
- le nombre de blocs devient important avec l'avancement dans le jeu. Passé un certain niveau de blocs (environ 200), le jeu se charge très lentement, pouvant dépasser les six minutes et menant à un freeze constant, voire à la corruption des données, au niveau des objets et quêtes du joueur ;
- en passant de la version originale à la version GOTY par le moyen d'une sauvegarde reconnue, le jeu dans cette dernière connaît un grave problème de corruption des données techniques, amenant à un dédoublement de tous les PNJ.

De ce fait, Ubisoft a subi une vaste polémique et ce n'est qu'en mai 2004, après de nombreux mails et pétitions, que l'entreprise a réagi. La première version GOTY sur Xbox a ainsi été retirée de la vente officiellement, bien que certains magasins eussent déjà enregistré de nombreux retours environ deux semaines après sa sortie. La société a proposé un échange gratuit des exemplaires, avec la correction de la quête principale, et une très sensible retouche technique. Cette seconde version n'a jamais été commercialisée et n'est disponible que par le Service technique Ubisoft, elle est donc extrêmement rare et a été produite à très peu d'exemplaires. Elle est reconnaissable grâce à son étiquette rajoutée sur le dos de la jaquette.
Ce type de bugs peut également se rencontrer sur Windows dans sa version GOTY, cependant l'architecture PC a permis de vite corriger ce problème, avec le recours de patchs et de mods, officiels et amateurs.

## Plugins
Morrowind est un jeu évolutif, dans lequel le joueur peut importer des plugiciels aux effets les plus variés (ajout de contrées nouvelles, modification des règles, etc.). Ces mods sont réalisés par les joueurs eux-mêmes et peuvent modifier grandement l'immersion dans le monde du jeu, conférant ainsi à Morrowind une durée de vie quasi illimitée. L'outil de création de plugiciel fourni avec le jeu, The Elder Scrolls Construction Set, est l'outil utilisé par les développeurs pour réaliser l'immense monde du jeu. L'ajout de plugins nécessite cependant de modifier le plus souvent manuellement les fichiers du jeu, ce qui comporte un risque de voir le jeu partiellement ou entièrement buggé ou dans l'incapacité de démarrer.
Morrowind a été enrichi par deux extensions officielles : The Elder Scrolls III: Tribunal et The Elder Scrolls III: Bloodmoon.

## OpenMW
OpenMW est un projet qui crée une implémentation libre sous licence GPL V3 du moteur de Morrowind. Il utilise les données du jeu original, non libres de droits.
Cette implémentation a pour projet d'être compatible Windows, GNU/Linux et Mac OS X, elle utilise le moteur OpenSceneGraph et le langage C++. Elle doit aussi être compatible avec les extensions officielles ainsi que les mods de la communauté dans la mesure où ceux-ci ne font pas appel au code originel du jeu.

## Accueil
En septembre 2017, le site français jeuxvideo.com le classe 16e meilleur jeu de tous les temps.